# 1899 no futebol
Cronologia do futebol
1898 no futebol - 1899 no futebol - 1900 no futebol
Os factos marcantes do ano 1899 no futebol

## Janeiro
- 8 de janeiro : o SC Freiburg é campeão da Alemanha do Sul.

## Fevereiro
- 1 de fevereiro : fundação do clube multi-desportivo alemão do Werder Bremen.

## Marte
- 8 de março : fundação do clube multi-desportivo alemão do Eintracht Frankfurt.
- 12 de março : final do primeiro campeonato (oficial) da Suíça. O Anglo-Americano Clube de Zürich ganha na final 7-0 em frente aos Old Boys Basel.
- 20 de março : em Bristol, a Inglaterra bate o País de Gales 4-0.
- Southampton FC (15 vitórias, 5 empates e 4 derrotas) consegue o campeonato inglês da Southern League.
- Os Glasgow Rangers consagra-se campeões da Escócia.
- O FC Liège é campeão da Bélgica para a 3.ª vez.

## Abril
- 2 de abril : primeira volta do Campeonato da Itália de futebol : Ginnastica Torino impõe-se 2-0 em frente ao FC Torinese.
- 8 de abril : em Birmingham, a Inglaterra bate a Escócia : 2-1.
- Slavia Praga consegue a copa de Mistrovstvi Cech.
- 9 de abril : final da 3.ª edição da Coupe Manier : Club Français 3, R.C. Roubaix 0.
- 9 de abril : segunda volta do Campeonato da Itália : Internazionale do Torino impõe-se 2-0 em frente a Gimnastica Torino.
- 9 de abril, Países Baixos : final nacional entre o campeão do Leste (PW Enschede) e do Oeste (RAP Amsterdam). RAP impoê-se 3-2.
- 15 de abril : final da 28.ª FA Cup (235 inscritos). Sheffield United FC 4, Derby County Football Club 1. 73 833 espectadores em Crystal Palace.
- 16 de abril : final do 2.º Campeonato da Itália : Genoa impõe-se face ao Internazionale di Torino 2-0.
- 23 de abril : série de regresso da final nacional entre o campeão do Leste (PW Enschede) e do Oeste (RAP Amsterdam). RAP impor 2-1 e é sagrado campeão do Holanda.
- 26 de abril : Aston Villa (19 vitórias, 7 empates e 8 derrotas) é sagrado campeão da Inglaterra de futebol. Os Villans rompem pela primeira vez a barra dos 20 000 espectadores de média : 23 045. Manchester City tira o título na 2.ª Divisão.

## Maio
- 7 de maio : primeira final da Copa da Holanda. RAP ganha 1-0 em frente ao HVV.
- AB consegue o campeonato de Copenhaga.

## Julho
- 1 de julho : Criação do TSG 1899 Hoffenheim

- 11 de julho : o FC Rouen, clube de rugby fundado em 1896, admite, baixo o impulso de Robert Diochon, uma secção futebol no seu seio.

## Agosto
- 31 de agosto  : os status do clube do Olympique de Marseille são depositados. E o clube nasce, fundado por René Dufaure de Montmirail.

## Setembro
- Setembro : Belgrano Athlétic (5 vitórias e 1 empate) é campeão da Argentina.
- 4 de setembro : inauguração do estádio de Tottenham Hotspur, White Hart Lane, por motivo de um partido amigável em frente a Notts County FC.

## Novembro
- 29 de novembro : fundação do FC Barcelona clube omnisports e da sua secção de futebol.

## Dezembro
- 16 de dezembro : fundação do clube italiano Milão AC.

## Nascimentos
- 23 de janeiro : Luigi Burlando, futebolista italiano.
- 26 de fevereiro : Marcel Dangles, futebolista francês.
- 1 de março : William Bryant, futebolista inglês.
- 9 de março : Jules Dewaquez, futebolista francês.
- 18 de março : George Blackburn, futebolista inglês.
- 19 de março : John Brown, futebolista inglês.
- 28 de julho : Philippe Bonnardel, futebolista francês.
- 27 de agosto : René Dedieu, futebolista francês.
- 8 de outubro : René Petit, futebolista francês.
- 15 de outubro : Harry Bedford, futebolista inglês.
- 4 de novembro : Paul Nicolas, futebolista francês.
- 25 de novembro : Jimmy Trotter, futebolista inglês. († 17 de abril  de  1984).
- 26 de novembro : Domingo Tejera, futebolista uruguaio.
- Marcel Bertrand, futebolista francês.
- Paul Hoenen, futebolista francês.
- Eugène Langenove, futebolista francês.

## Óbito
- 13 de outubro : Albert Allen, futebolista inglês.
- 25 de dezembro : Thomas Bradshaw, futebolista inglês.